# Rostislaw Jewgenjewitsch Wargaschkin
Rostislaw Jewgenjewitsch Wargaschkin (russisch Ростислав Евгеньевич Варгашкин; * 2. Juni 1933 in Ulan-Bator) ist ein ehemaliger sowjetischer Radrennfahrer und Landesmeister im Radsport.

## Sportliche Laufbahn
Wargaschkin war Bahnradsportler. Bei den Olympischen Sommerspielen 1956 in Melbourne nahm er am Tandemrennen teil und belegte mit seinem Partner Wladimir Leonow den 9. Platz. 1960 in Rom gewann er beim Sieg von Sante Gaiardoni die Bronzemedaille im Zeitfahren.
Wargaschkin gewann zwischen 1953 und 1963 13 nationale Titel im Bahnradsport. Er wurde Meister im Sprint, im Tandemrennen, im 1000-Meter-Zeitfahren und in der Mannschaftsverfolgung. Im 1000-Meter-Zeitfahren siegte er 1953, 1954, 1955 und 1957, im Tandemrennen 1957 und 1959. In der Mannschaftsverfolgung holte er die Meisterschaften 1952, 1962 und 1963. Im Sprint wurde er 1953 bis 1955 und 1957 Meister. Im Zeitfahren stellte er mehrere Weltrekorde auf.

## Berufliches
Nach seiner aktiven Laufbahn war er von 1964 bis 1978 Nationaltrainer der Bahnradsportler in der Sowjetunion. Von 1989 bis 1996 war er Präsident des Radsportverbandes.